# 李永法
李永法（1958年1月7日—），柬埔寨华裔商人。
李永法于1958年1月出生于柬埔寨国公省，原名Phat Suphapha。1999年，他创立李永法集团（L.Y.P. Group），此后不断扩张商业版图，在柬埔寨商业界颇具影响力，他以国公省为自己商业帝国的大本营，有国公藩王之称。
李永法同时持有柬埔寨、泰国国籍，他与泰国官商有密切的来往关系。现持有“勋爵”（ឧកញ៉ា）头衔，为柬埔寨王国总理洪森亲王顾问，柬埔寨参议院议员。